# Bathytoma regnans
Bathytoma regnans é uma espécie de gastrópode da família Borsoniidae.